# Antipatharia
Ordre
Les Antipatharia sont un ordre des cnidaires anthozoaires communément appelés coraux noirs.

## Description et caractéristiques

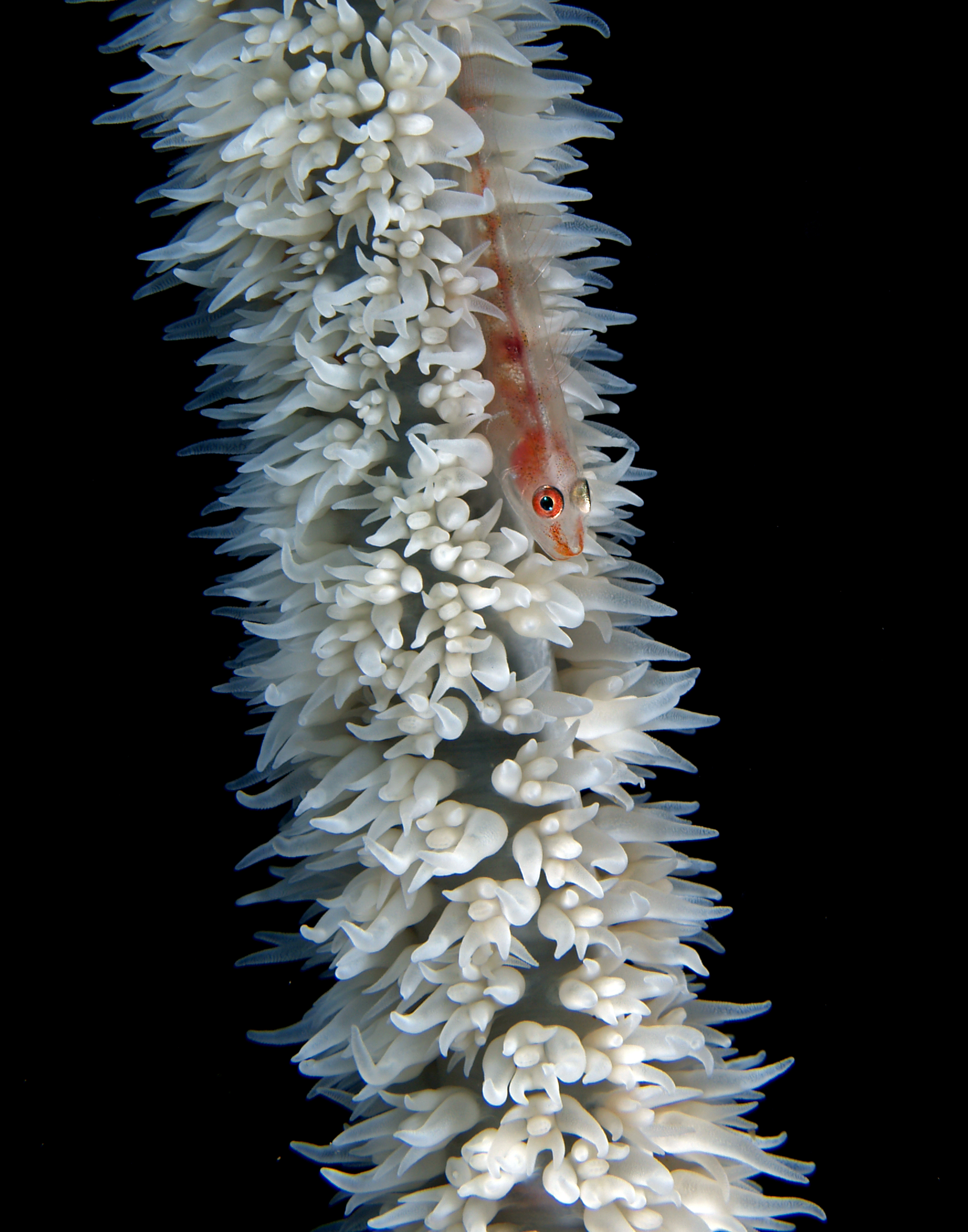
Gros plan sur les polypes.

Ce sont des organismes qui se retrouvent généralement au niveau de la zone intertropicale et qui possèdent la particularité de ne pas avoir recours à la photosynthèse pour leur croissance, ce qui leur permet de vivre dans des endroits sombres ou à grande profondeur.
Contrairement aux coraux Scléractiniaires (coraux tropicaux bâtisseurs de récifs), ils ne possèdent pas de squelette calcaire et tirent leur nom d'antipathaires de la substance organique qui compose leur exosquelette, l’antipathine (protéine proche de la chitine disposée en couches concentriques). C'est également cette substance qui est responsable de la couleur sombre et brillante de leur squelette, leur donnant leur nom vernaculaire (mais quand ils sont vivants, ils sont généralement colorés, leur coenenchyme dissimulant le squelette).
Le squelette est recouvert par de fines petites épines. Les polypes ont 6 tentacules, qui sont rarement de taille égale, et dépourvus de disque oral. Ces polypes peuvent être très denses, et leurs tentacules peuvent s'étendre dans de grandes proportions. Certaines colonies rappellent par leur forme les gorgones, mais d'autres sont en forme de fouet (non ramifiées), d'autres encore de plumes, et peuvent mesurer entre 10 cm et jusqu'à plus de 3 m de long. Les colonies semblent unisexuées, et la reproduction, déclenchée par signal chimique, se fait en pleine eau. Quand la larve (planula) se fixe, elle développe rapidement un crampon d'attache depuis lequel elle grandit, à un rythme d'environ un ou deux centimètres par an (sur cette base, une colonie abyssale a été estimée à 4 000 ans). 
Les coraux noirs se retrouvent dans toutes les mers ouvertes, de l'Arctique à l'Antarctique, mais ne supportent pas les eaux douces ou saumâtres. On les trouve des premiers mètres aux abysses (jusqu'à 8 600 m), le pic de diversité étant entre 20 et 1 000 m. 
Les coraux noirs sont appréciés en bijouterie, même s'ils y sont moins adaptés que leurs cousins comme le corail rouge, leur squelette étant moins minéralisé. Du fait de leur croissance extrêmement lente, toutes les espèces sont protégées par la CITES, et leur récolte strictement soumise à autorisation.

## Liste des familles
On estime le nombre d'espèces à environ 280, réparties en 44 genres dans 7 familles. Ces familles sont souvent séparées par leur bathymétrie, deux seulement se retrouvant en faible profondeur, deux en profondeur intermédiaire et trois dans les abysses. Ces familles se différencient principalement par le nombre de partitions internes, et les genres par la forme des polypes et les épines squelettiques. 
Selon World Register of Marine Species (29 janvier 2014) :
- famille Antipathidae Ehrenberg, 1834 -- 7 genres (de la surface aux abysses)
- famille Aphanipathidae Opresko, 2004 -- 9 genres (4 à 2 500 m)
- famille Cladopathidae Kinoshita, 1910 -- 6 genres (210 m jusqu'aux abysses)
- famille Leiopathidae Haeckel, 1896 -- 1 genre (37 à 2 350 m)
- famille Myriopathidae Opresko, 2001 -- 6 genres (30 m jusqu'aux abysses)
- famille Schizopathidae Brook, 1889 -- 12 genres (70 m jusqu'aux abysses)
- famille Stylopathidae Opresko, 2006 -- 3 genres (4 m jusqu'aux abysses)

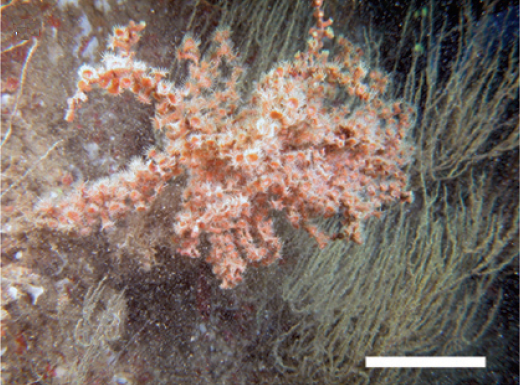
Antipathozoanthus hickmani, un Antipathidae
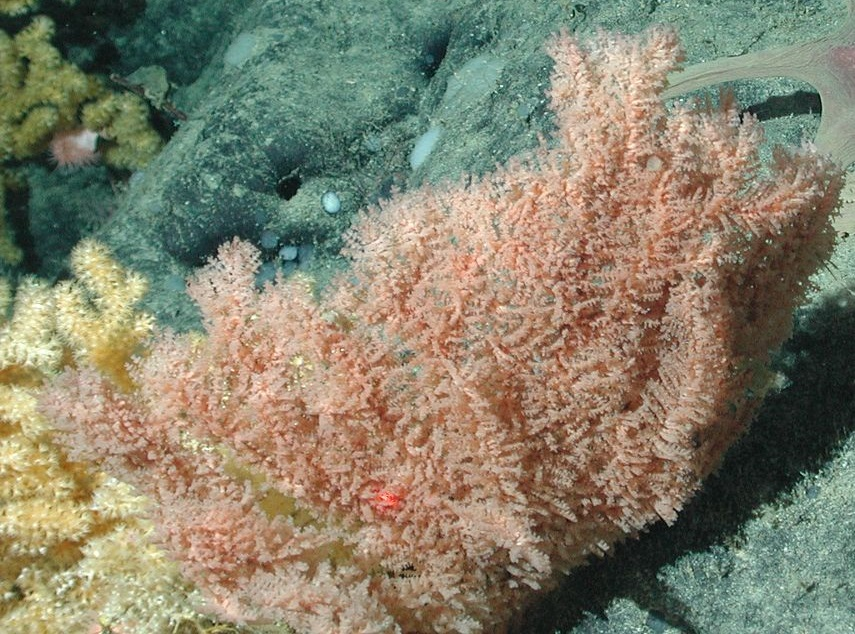
Trissopathes sp., un Cladopathidae
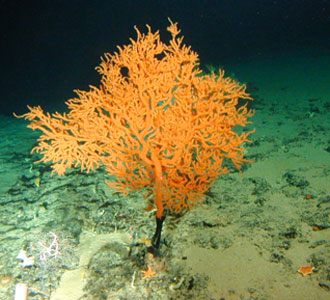
Leiopathes sp., un Leiopathidae
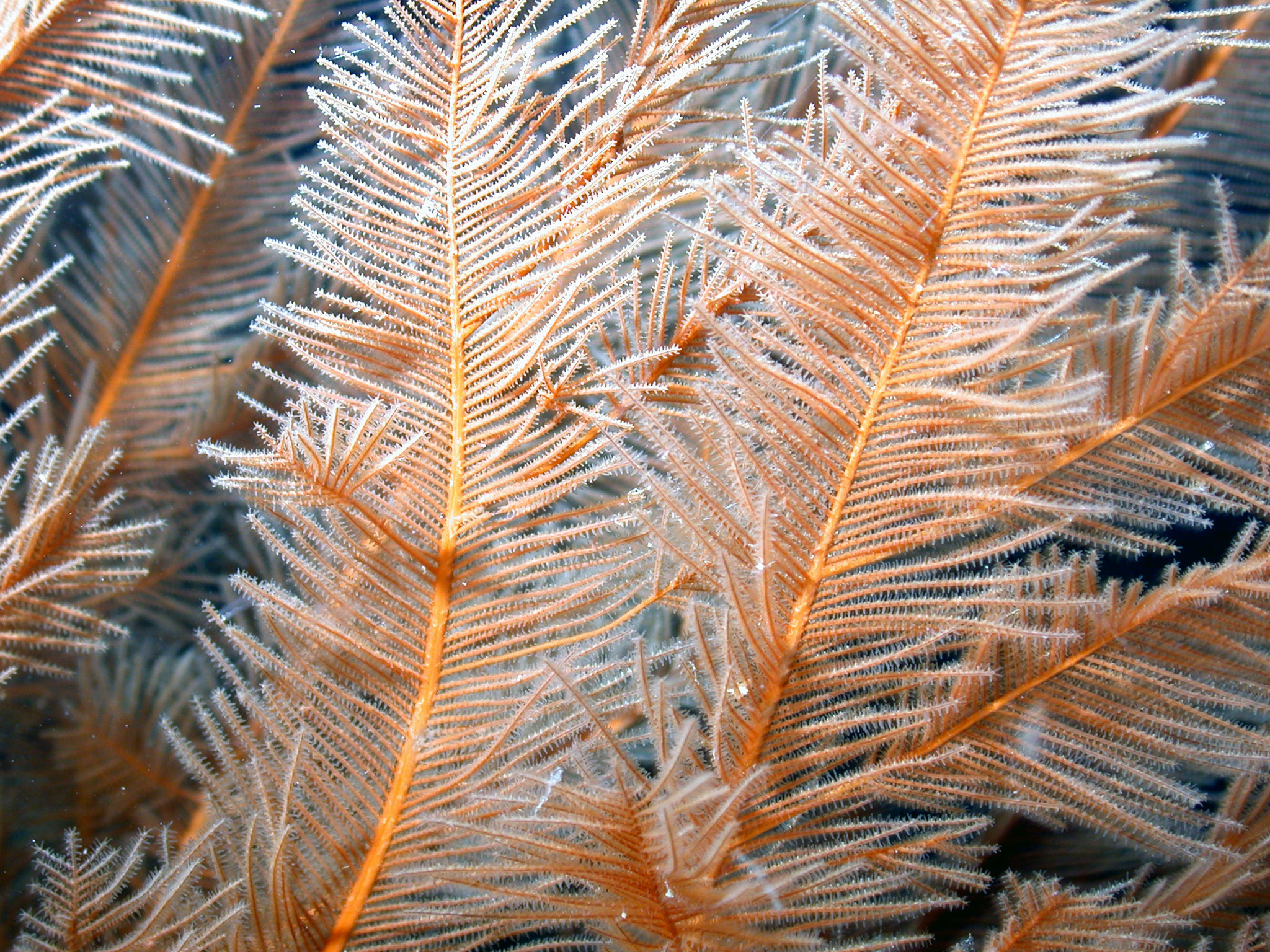
Plumapathes pennacea, un Myriopathidae
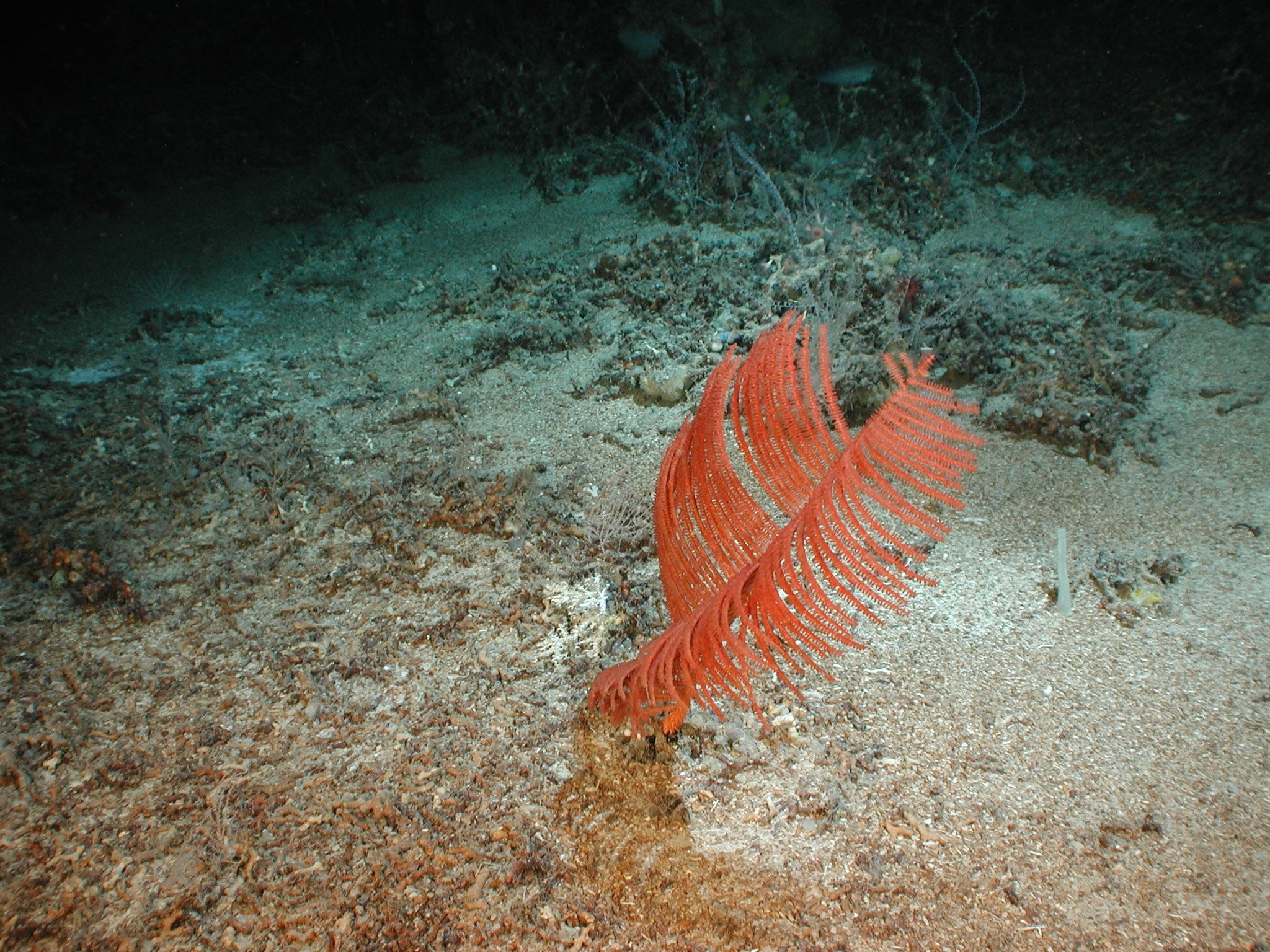
Bathypathes sp., un Schizopathidae